# غار مخپلا
غار مخپلا (به عبری: מערת המכפלה)، غار پدرسالاران, دخمه مکفلاح یا حرم ابراهيمی مکانی است که به اعتقاد پیروان ادیان ابراهیمی، ساره، ابراهیم و تعدادی از نوادگانشان نظیر اسحاق در آن دفن شده‌اند. مطابق روایت سفر پیدایش، ابراهیم این غار را خریداری کرد تا همسرش سارا را در آن دفن کند.

## در اسلام
در نظر مسلمانان، بنا به گفته ابراهیم به نام «خلیل‌الله» به مسجد ابراهیمی گفته می‌شود، زیرا وی طبق روایات تاریخی در آن دفن شده‌است، و در رسانه‌ها به نام پناهگاه ابراهیمی مشهور است، اما برخی از مسلمانان به بهانه اینکه حرام "آن چیزی را که خدا منع کرده‌است، از صدا کردن آن با نام " حرام " خودداری می‌کنند.»، در احادیث پیامبر اسلام اثبات نشده‌است که این مسجد، برخلاف مسجد بزرگ و مسجد پیامبر، حرام است.

## در یهودیت
غار مخپله یکی از مقدس‌ترین اماکن در یهودیت است. این مکان به عنوان محل دفن پدران و مادران: ابراهیم، سارا، اسحاق، ربکا، یعقوب و لیا در نظر گرفته می‌شود. براساس یهودیت، ابراهیم غار مخپله را از عفرون حیتی در برابر ۴۰۰ سکه نقره خرید تا به عنوان محل دفن سارا از آن استفاده کند.
اهمیت این مکان برای قوم یهود از همان ابتدا در تورات ذکر شده است. در سنت یهودی، اهمیت زیادی به این غار و شهر الخلیل که در آن واقع شده است، داده می‌شود.
در طول نسل‌ها، سنت زیارت غار مخپله، به‌ویژه در تعطیلات و روزهای خاص شکل گرفته است. بسیاری از یهودیان این مکان را یک مرکز زیارتگاه مهم و مقدس می‌دانند. در قرون وسطی و دوره عثمانی، محدودیت‌هایی برای بازدید یهودیان از این غار وجود داشت، اما در دوران قیمومیت بریتانیا و اسرائیل این محدودیت‌ها برداشته شد.
اهمیت این غار همچنین در دستورالعمل‌های شریعت یهودی نیز قابل مشاهده است. دستورالعمل‌ها و احکام ویژه‌ای در مورد بازدید از این غار و رفتار در این مکان وجود دارد. از بازدیدکنندگان خواسته می‌شود با احترام و تقدس رفتار کنند. غار مخپله یک مرکز معنوی و یک مرکز زیارتگاه مهم برای قوم یهود محسوب می‌شود.

## تاریخچه
تاریخچه مکانی که در آن مسجد ساخته شده‌است مربوط به دوران ابراهیم است که در زمان نمرود در سال ۱۸۱۳ پیش از میلاد بنا به تلمود بابلی متولد شد و طبق آنچه در تورات ذکر شد، این مکان یک میدان کوچک با درختان و یک غار مضاعف به نام مخپلا واقع در حاشیه میدان بود. متعلق به شخصی به نام «افرون بن سهر الحتی» از «بنی هات» بود که در شهر هبرون زندگی می‌کرد (و «هبرون» نامیده می‌شد) در آن زمان که همسر پیامبر ابراهیم در سن ۱۲۷ سالگی درگذشت، ابراهیم می‌خواست او را دفن کند، بنابراین او زمین و غار را به ۴۰۰ سکه نقره خریداری کرد برای دفن همسرش سارا، و پس از او قبرستانی برای خانواده خود.
درهای این مسجد بارها توسط اسرائیل بر روی مسلمانان بسته شده است. در آوریل ۲۰۲۵ بار دیگر درهای این مسجد به روی مسلمانان بسته شد.